# Саливање страве
Саливање страве је традиционална магијска метода народне медицине која се практикује у Србији, Босни и Херцеговини, Црној Гори и другим деловима Балкана. 
Овај ритуал се користи за отклањање симптома анксиозности и њених психосоматских симптома, а најчешће га изводе старије жене које се сматрају искусним у овој пракси. Ово је врло значајан ритуал у народној медицини који је забележен први пут у 17. веку, и један је од ретких облика бајања која се практикује и у савременом добу.
Ово је балкански облик молибдомантије, односно прорицања над истопљеним металом, што је ритуална пракса присутна у многим културама. Постоји доста сличности са традиционалним турским и јеврејским ритуалима.

## Практиковање ритуала

#### Извођачи ритуала
Жене које изводе ритуал саливања страве у неким крајевима се називају страварице. У неким срединама, ритуал је врста тајног знања које се наслеђује матрилинеарно, односно преко мајке, и обавља га ћерка уз мајчину дозволу. У ситуацији где мајка има више ћерки, што је раније често био случај, ритуал наслеђује само једна ћерка, где јој се ово знање преноси након што мајка добије неки знак, обично тумачењем свог сна, где јој се открива кога треба да одабере. Уколико жена нема ћерке, она може своје знање пренети на неког другог, јер се сматра лошим уколико се њено знање прекине са њом.

#### Друштвени и религијски контекст
Саливање страве представља вид психичке подршке људима у руралним срединама, где други видови подршке нису доступни или познати, и где је раширено веровање у моћ самог магијског ритуала.
Извођење овог ритуала у патријархалним руралним друштвима, женама које га изводе даје виши статус у заједници, где оне представљају посреднице између материјалног и духовног света.
Само практиковање ритуала је забележено код припадника православне, католичке и муслиманске вероисповести, а ритуал често укључује и неке религијске елементе који се разликују у односу на религију, али су они увек секундарни и служе само да потпомогну ритуал. У амбијенту жена које изводе ритуал забележено је присуство великог броја верских реликвија, код муслимански су то стихови из Курана док су код православних жена то иконе.

## Опис ритуала

##### Технички аспект
Током саливања страве, олово се загрева док не постане течно, а затим се нагло сипа у посуду с хладном водом. Верује се да облик који олово поприми открива узрок страха или извор проблема. Особа којој се ритуал изводи често се држи прекрштених руку изнад посуде, док извођач ритуала изговара молитве и бајалице намењене за извођење ритуала. Сам текст бајалице се сматра тајним знањем. Преноси се са колена на колено, а током ритуала се шапуће како би био скривен и од особе над којом се изводи ритуал. Такође у неким облицима извођења ритуала, особа над којом се изводи ритуал је прекривена црвеном тканином преко главе.

##### Тумачење облика
Након што је охлађено олово попримило облик, и изговарање бајалице је завршено, приступа се тумачењу облика који се формирао када је олово угашено у води. Особа тада открива главу, уколико је пре тога била покривена тканином како би видела облик који се формирао.
Верује се да страва прелази у олово, и олово је потребно бацити у реку или оставити на раскрсници.
Схватање здравственог проблема се у бајању огледа у томе да сваки проблем има персонификацију у неком натприродном ентитету, и верује се да се овај ентитет бајањем истерује из тела. Бајалица може да упућује на успостављање равнотеже, где се подразумева да страва није у човеку, позивање на више силе, Бога или свеце да уклоне страву, или обраћање самој страви као неком демонском бићу где му се даје наредба да оде у дивљину, или се шаље на испуњење неког задатка који је немогуће извршити како се не би вратила.

##### Варијације ритуала
Поједини ритуали саливања страве укључују умивање водом у којој је истопљено олово како би дошло до ритуалног спирања страве. Поједине ритуалне праксе укључују и то да особа над којом се ритуал спроводи мора да попије мало воде у којој је олово истопљено. Према неким ритуалима добијени облик представља манифестацију стања особе над којом се изводи ритуал, а стање особе није нужно лоше. Уколико је стање добро, особа треба да воду пије, а уколико је лоше воду треба да проспе. У неким схватањима топљеног олова, оно открива узрок страха, али у њега не прелази нужно страва. Један православни свештеник 1888. у часопису Босанска вила бележи случај где је након саливања страве у олову протумачено да се дете "престравило" од једне домаће животиње из свог домаћинства, и како би се ослободило страве, било је потребно да се животиња жртвује.

## Текст бајалице
Тодор Бушетић бележи да се у Левчу 1911. ритуал изводи тек по заласку Сунца, уз бајалице које помињу Сунце и позивају на симболичко успостављање реда под којим се подразумева повратак менталне стабилности особе над којом се ритуал изводи.
Бајалице могу да укључују хришћанске симболе, позивање на Бога или на свеце према народном схватању њихове улоге, или рецитовање ајета из Курана на арапском, уколико се ради о муслиманки која изводи ритуал..
Забележено је да 1888. муслиманке из Босанске Крупе које саливају страву изговарају Еузубилу, „E´ūzu billāhi mine-š-šejtāni-r-radžīm” (арап. أعوذ بالله من الشيطان الرجيم ) („Утјечем се Бога од проклетог ђавола”).

### Примери бајалица
У литератури је забележено више верзија бајалице за саливање страве:
I
О, свети Илија Громовниче,
узми брата Пантелију и сестрицу Огњену Марију,
громом страву погодите, а муњом је опржите!.
II
Бежи,страво, гони те материна пара,
очева сила и сиво кљусе,
у ражеву сламу, у трулу пољану.
III
Крс' на чело,
анђели на срце,
вук у колена,
страва у земљу!
IV
Иди у лелек гору, у неврат поље гдје пијетао не кукуриче, гдје
пас не лаје, гдје мачка не мјауче, гдје говеда не ричу, гдје овце
не блеје, гдје цркве нема, гдје се звона не чују.

## Историјат саливања страве

### Османски период и слабљење ауторитета цркве
Саливање олова је први пут на Балкану забележено у 17. веку, у једном рукопису.
За разлику од Западне Европе у којој је у прошлости под утицајем цркве долазило до масовних прогона жена које изводе магијске ритуале у Османском царству ово није био случај. Историчар Васа Чубриловић истиче како је у овом периоду дошло до губљења ауторитета цркве, која више није имала могућности да намеће хришћанске догме сеоском становништву као што је то чинила у средњем веку. Често ни сами свештеници на селима нису били упознати са црквеним учењима, и њихова функција се сводила на извођење црквених обреда. У том периоду долази до развоја народних обичаја који нису нужно имали своје корене у хришћанству, већ су били мешавина старословенских веровања и народног схватања хришћанства који су се развијали у оквиру патријархалне културе.
Са друге стране суфизам који је у Османском царству био утицајан на Балкану, био је толерантан према народним веровањима, тако да су суфијске хоџе често и саме обављале ритуале саливања страве.
Ово је знатно другачија ситуација него у Хрватској, где је црква имала већи утицај, а прогон жена које би се бавиле магијом био институцијализован. Тако је 1609. Хрватски сабор је усвојио закон који је омогућио свима да траже и пријављују вештице. У наредном периоду у Хрватској долази до суђења за вештичарење, које је укључивало брутално мучење жена како би се изнудило признање.

### Савремено практиковање ритуала
У ранијим истраживањима почетком 20. века, предвиђано је изумирање ове праксе са развојем модерности и прихватања савремене медицине. Међутим савремена истраживања показују да је ова пракса и даље жива, и да за особе које је практикују не представља архаични ритуал који се изводи ради традиције, већ да учесници ритуала верују у њега.  До поновног успона ове ритуалне праксе долази након транзиције из социјализма у капитализам, што се објашњава мањим притисцима да се усвоји модерност него у периоду социјализма, као и у деградацији социјалне заштите у периоду транзиције, где овакви ритуали поново преузимају функцију личне подршке.
Медији у Србији и БиХ повремено објављују репортаже о саливању страве као магијској пракси која се и даље спроводи. Поједини медији су критички настројени према овој пракси, због пијења воде у којој је угашено олово. што овај ритуал може да захтева у неким случајевима. Међутим критика саливања страве укључује и то да она није у складу са црквеним догмама, што је написала Политика у свом чланку из 2007, под називом "Опасно саливање страве", где је лекарка након навођења здравствених ризика позвала и на ауторитет цркве која осуђује магијске ритуале. Исламска заједница у БиХ има нешто либералнији приступ, где сматра да саливање страве треба избегавати јер је део алтернативне медицине која садржи магијске елементе, али да се не ради о шихирбазима што би био исламски еквивалент вештичарењу.

## Здравствени ризик
Ритуал саливања страве, са собом носи одређене здравствене ризике, посебно зато што у неким ситуацијама укључује и испијање воде у којој је угашено истопљено олово. Студија објављена на Медицинском факултету Универзитета у Загребу истиче да уношење олова у организам и може оштетити репродуктивни систем, централни и периферни нервни систем, као и бубреге. Код деце, изложеност олову може довести до поремећаја у понашању и смањења когнитивних функција. У ситуацијама где се ритуал изводи над малом децом, где се укључује гашење олова изнад детета (изнад главе, пупка или ногу), постоји опасност да истопљено олово падне на дете и тако дође до опекотина.

## Културни утицаји
Песник Благоје Баковић је издао збирку песама под називом Саливање страве.
Многи етнографски записи укључују бајалице са саливање страве као део народне усмене књижевности.